# Epidendrum tenuisulcatum
Epidendrum tenuisulcatum är en orkidéart som först beskrevs av Robert Louis Dressler, och fick sitt nu gällande namn av Eric Hágsater. Epidendrum tenuisulcatum ingår i släktet Epidendrum och familjen orkidéer.
Artens utbredningsområde är Panamá. Inga underarter finns listade i Catalogue of Life.